# سرمایه‌داری و اسکیزوفرنی
سرمایه داری و اسکیزوفرنی (فرانسوی: Capitalisme et Schizophrénie‎) کتابی دو جلدی نوشته نویسندگان فرانسوی ژیل دلوز و فلیکس گاتاری است. دو جلد این کتاب با فاصله ای هشت ساله از یکدیگر منتشر شدند. جلد نخست با عنوان ضد ادیپ در سال ۱۹۷۲ و جلد دوم با عنوان هزار فلات در سال ۱۹۸۰ منتشر شد. این کتاب از بحث برانگیزترین آثار دلوز و گاتاری است. زمانی که کتاب ضد ادیپ برای اولین بار در فرانسه منتشر شد برخی آن را ستوده و شاهکار نامیدند و برخی دیگر آن را اثری از یک جنون کفرآمیز توصیف کردند.
تنها جلد دوم این کتاب با عنوان «هزار فلات (سرمایه داری و اسکیزوفرنی)» به فارسی ترجمه شده و انتشارات رخداد نو آن را منتشر کرده است.